# 南条徳男
南条 徳男（なんじょう とくお、1895年7月7日 - 1974年11月1日）は、日本の政治家。建設大臣・農林大臣。大東文化大学の理事長・学長も務めた。

## 来歴・人物
北海道胆振支庁室蘭村（現・室蘭市）生まれ。仙台の東北中学校（現・東北高等学校）、第二高等学校を経て、1920年に東京帝国大学法学部独法科を卒業。弁護士となる。東大では岸信介と同期だった。学生時代から日本の人口・食糧問題に関心を持ち、自身の「ブラジルへの100万人移住」構想を実現すべく、立憲政友会に入党する。また当時総裁だった原敬に面会し、移民政策について意見を述べたことがある。1923年には立憲政友会法曹団を結成し幹事長となる。
1932年、第18回衆議院議員総選挙に政友会公認で旧北海道4区から立候補するが政友会が大勝した（301議席を獲得）総選挙にもかかわらず落選。1936年、第19回衆議院議員総選挙で前回の総選挙同様政友会公認で旧北海道4区から立候補してようやく初当選。以後通算11回当選。前田米蔵の側近となり、前田が1936年の廣田内閣で鉄道大臣として入閣すると秘書官として、1944年、小磯内閣の運輸通信大臣になると参与官としてそれぞれ仕えた。
戦後は日本進歩党の結成に参加したが戦時中の翼賛選挙で大政翼賛会推薦議員であったため公職追放される。追放解除後の1952年、岸信介が日本再建連盟を結成するとこれに参加し、同年の総選挙で自由党から立候補、当選し中央政界に復帰する。1954年に岸が自由党を除名されると、南条は同志らと離党して日本民主党結成に参加し副幹事長となる。1956年、石橋内閣で建設大臣として初入閣。
1960年、第1次池田内閣では農林大臣に就任。その後、岸の首相退陣後に藤山愛一郎が岸派から独立して藤山派を形成する際に、幹部として参加。藤山派の番頭格であったが、1968年の自由民主党総裁選への対応を巡って、立候補を目指す藤山と、佐藤栄作の三選を支持する南条らとで意見が対立し、平井太郎、床次徳二ら衆参十数名の議員とともに藤山派を離脱、南条グループを経て福田派に合流した。1972年に南条と同じく室蘭出身の三枝三郎を後継者に指名して政界を引退。
東大卒でありながら、エリート臭を感じさせない、いかにも党人派らしい大ざっぱで野人的なキャラクターで親しまれた。1965年勲一等瑞宝章受章、1972年室蘭市名誉市民、1974年勲一等旭日大綬章受章。
1974年11月1日、心筋梗塞により79歳にて急逝。

## エピソード
- 柔道は4段の腕前で、新人議員の頃松本治一郎を議場で投げ飛ばし、報復を避けるため1ヶ月ほど外泊を続けたことがある。
- 南条の地盤を引き継いだ三枝三郎は1983年の第37回衆議院議員総選挙で落選し政界を引退したが、三枝の地盤を引き継いで3年後の第38回衆議院議員総選挙に立候補して政界に入ったのが第93代内閣総理大臣の鳩山由紀夫である。なお由紀夫の祖父・鳩山一郎は南条が側近として仕えた前田米蔵のライバルであった。1939年の政友会分裂に際しては鳩山一郎が久原房之助総裁率いる正統派の中心人物となったのに対し前田は中島知久平総裁率いる革新派（革新同盟）の中心人物となった。

## 栄典
- 1965年（昭和40年）11月3日 - 勲一等瑞宝章[2]